# Mlčení

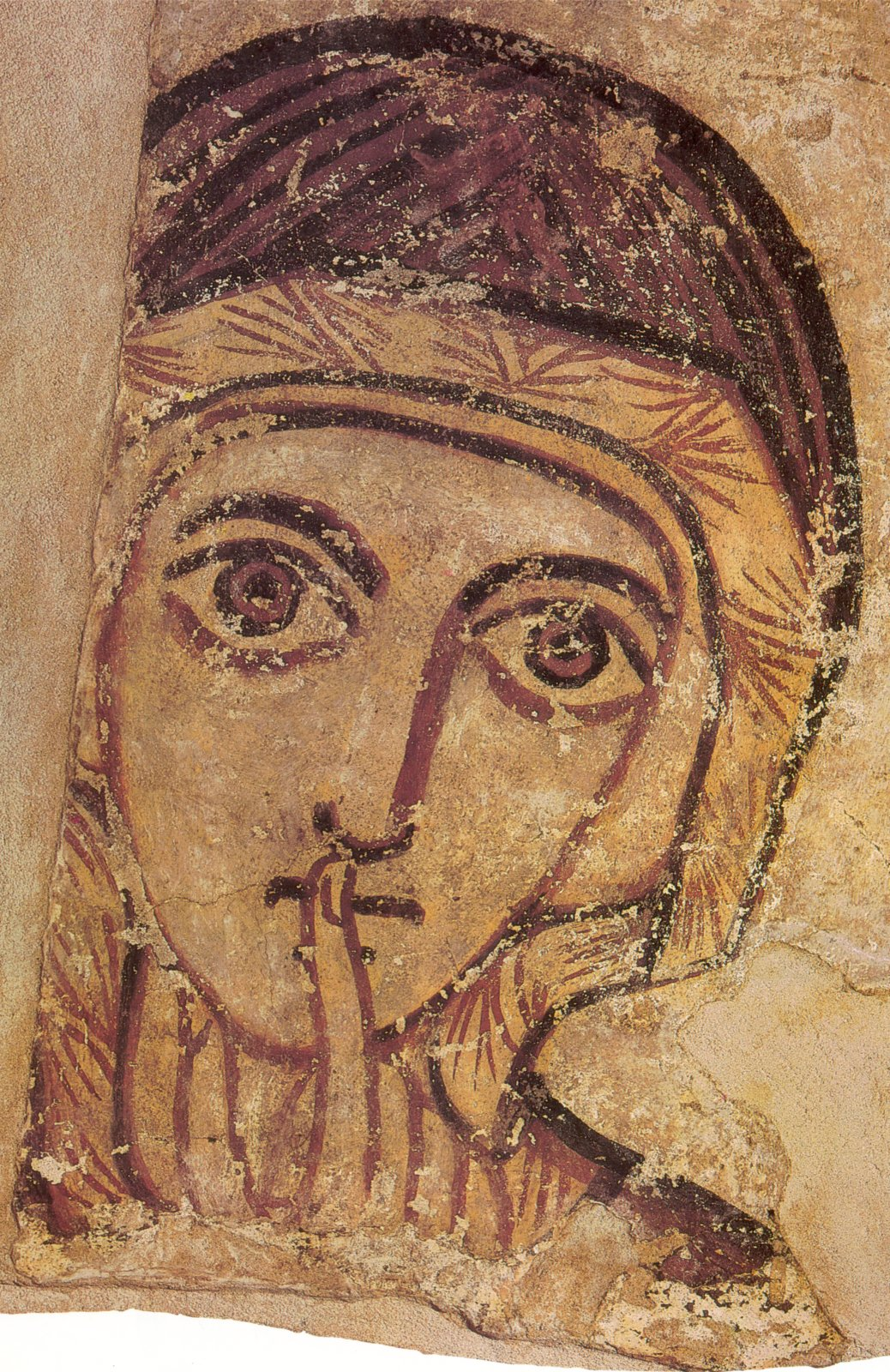
Sv. Anna na fresce z 8. stol. (Faras), detail

Mlčení je komunikativní akt, při kterém se nemluví a nevydávají se ani jiné zvuky. Přestože neobsahuje mluvené slovo, formálně patří do verbální komunikace.

## Funkce mlčení
Mlčení má několik funkcí:
- poskytuje čas na zvážení odpovědi,
- vyznačuje ukončení určitého řečového aktu,
- umožňuje naslouchat člověku, s kterým mluvíme,
- může ale také signalizovat přerušení komunikace.

## Ustálená spojení spojená s mlčením
- V širším slova smyslu mohou mlčet rozhlasové nebo televizní vysílače.
- Metaforicky mohou mlčet i zbraně.
- Mluviti stříbro, mlčeti zlato. (úsloví)
- Mlčení je souhlas. (úsloví)